# Baliangao
Baliangao è una municipalità di quinta classe delle Filippine, situata nella Provincia di Misamis Occidental, nella Regione del Mindanao Settentrionale.
Baliangao è formata da 15 baranggay:
- Del Pilar
- Landing
- Lumipac
- Lusot
- Mabini
- Magsaysay
- Misom
- Mitacas
- Naburos
- Northern Poblacion
- Punta Miray
- Punta Sulong
- Sinian
- Southern Poblacion
- Tugas